# Arcidiocesi di Lima

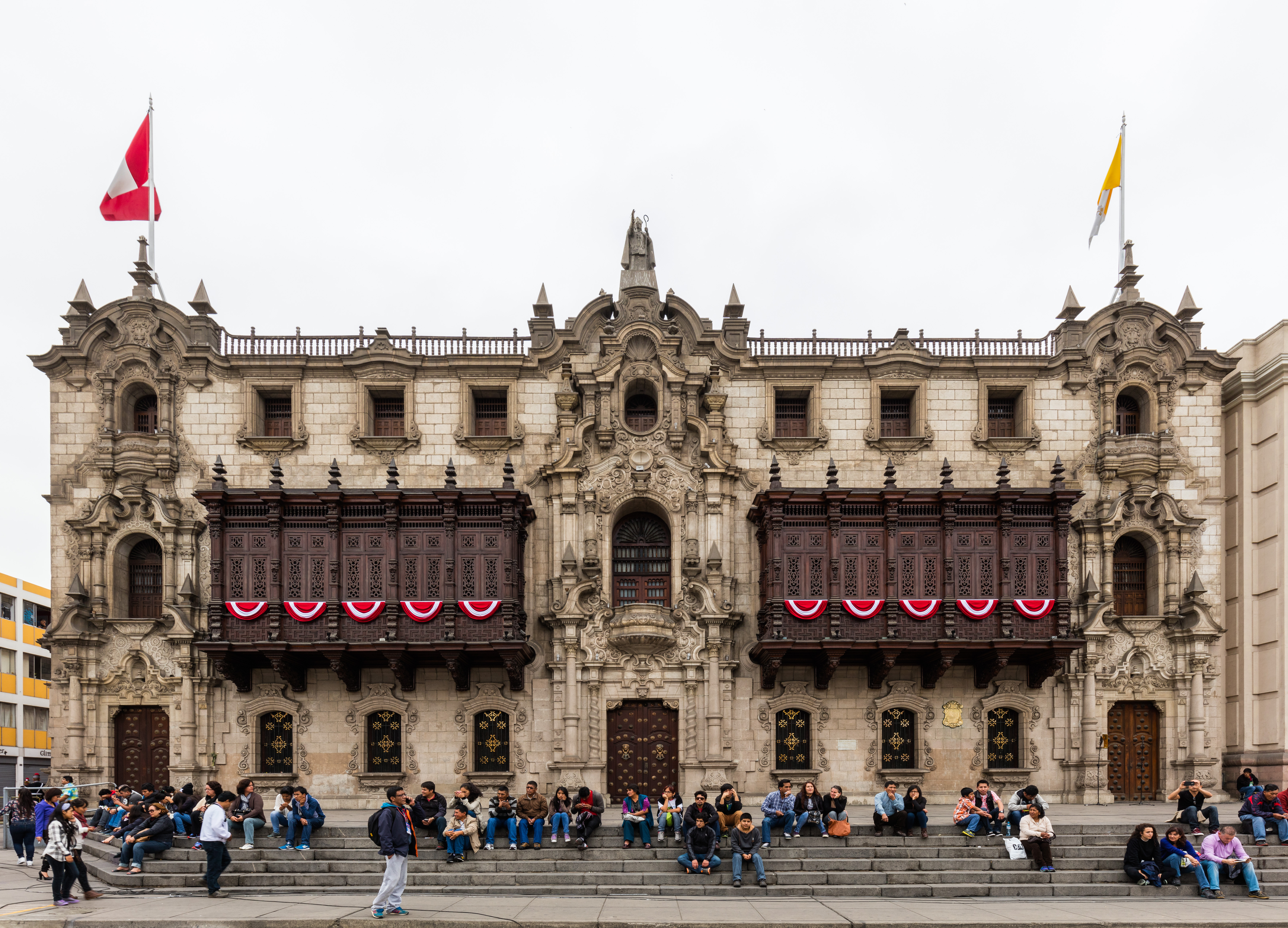
Il palazzo arcivescovile di Lima.

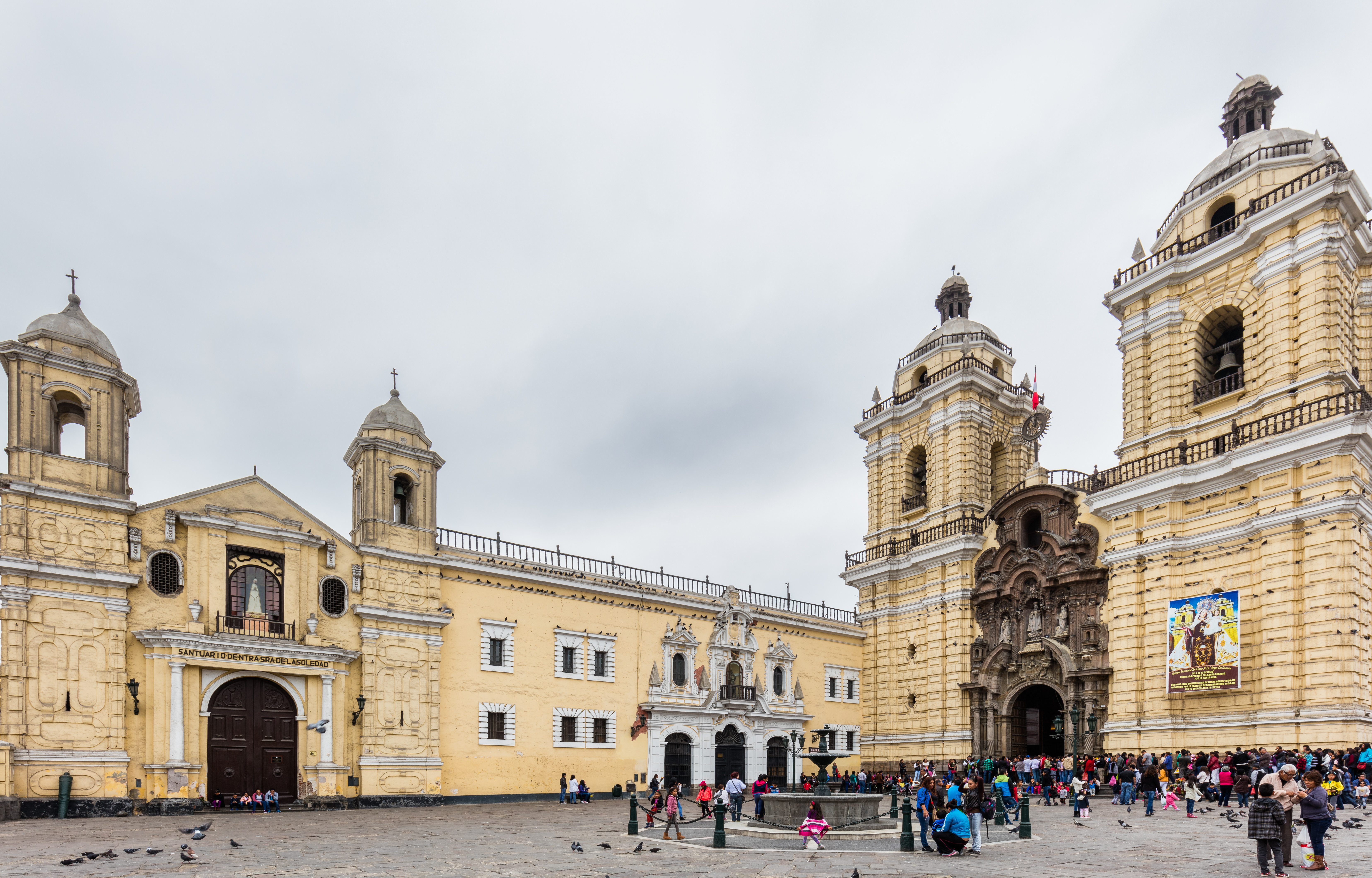
La basilica e il convento di San Francesco a Lima.

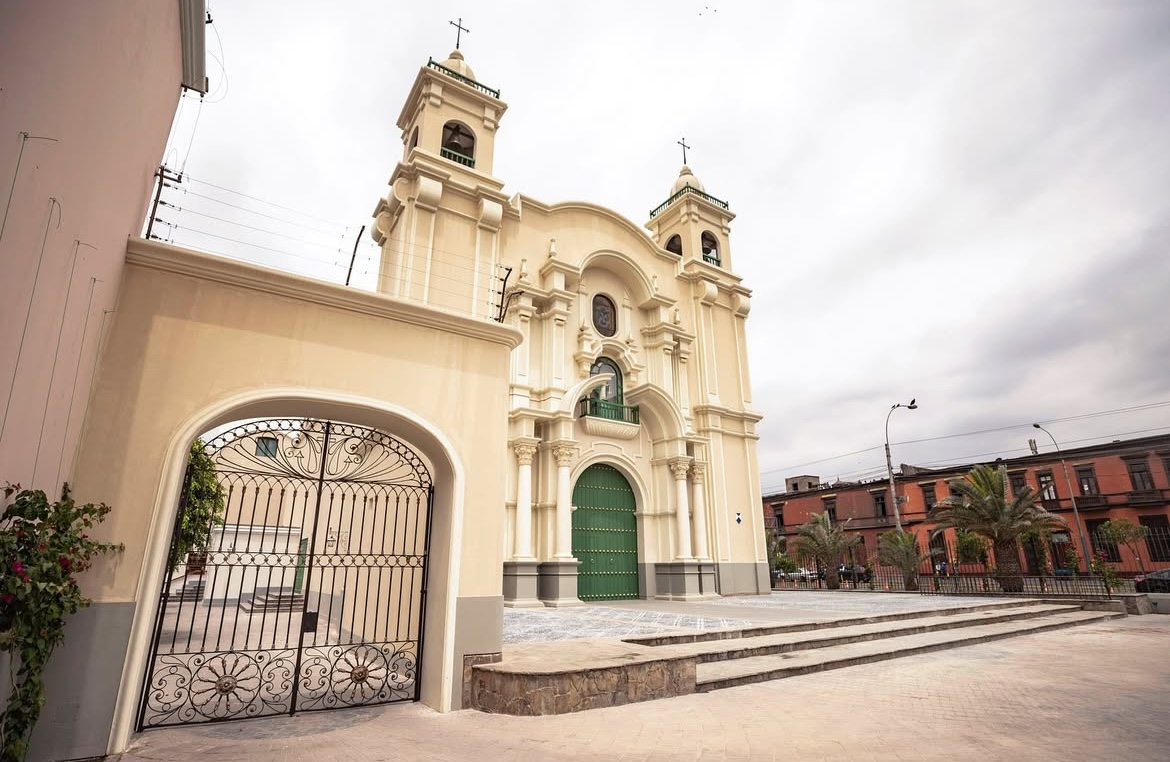
La basilica-santuario di Santa Rosa da Lima.

L'arcidiocesi di Lima (in latino Archidioecesis Limana) è una sede metropolitana della Chiesa cattolica in Perù. Nel 2023 contava 2.318.703 battezzati su 2.972.696 abitanti. È retta dall'arcivescovo cardinale Carlos Castillo Mattasoglio.

## Territorio
L'arcidiocesi comprende i distretti della zona centrale della provincia di Lima.
Sede arcivescovile è la città di Lima, dove si trova la basilica cattedrale di San Giovanni Apostolo ed Evangelista. Nella stessa città sorgono 4 basiliche minori: Nostra Signora del Rosario, San Francesco, Santa Rosa da Lima e la basilica di Maria Ausiliatrice.
Il territorio è suddiviso in 125 parrocchie, raggruppate in 9 vicariati.

## Storia
La diocesi di Lima (Ciudad de los Reyes) fu eretta il 14 maggio 1541 con la bolla Illius fulciti praesidio di papa Paolo III, ricavandone il territorio dalla diocesi di Cusco (oggi arcidiocesi). Originariamente era suffraganea dell'arcidiocesi di Siviglia.
L'8 gennaio 1546 cedette una porzione del suo territorio a vantaggio dell'erezione della diocesi di Quito (oggi arcidiocesi).
Il 12 febbraio 1546 fu elevata al rango di arcidiocesi metropolitana con la bolla Super universas di papa Paolo III. La primitiva provincia ecclesiastica comprendeva tutte le diocesi dei possedimenti spagnoli della costa pacifica dell'America, ossia le sedi di Nicaragua, Panama, Quito e Cusco, cui si aggiunse, nel mese di agosto dello stesso anno, la diocesi di Popayán.
Il 27 giugno 1561 cedette un'altra porzione di territorio a vantaggio dell'erezione della diocesi di Santiago del Cile (oggi arcidiocesi).
Nel 1572 papa Pio V concesse agli arcivescovi di Lima il titolo di primati del Perù, che sarà poi confermato da papa Gregorio XVI nel 1834 e da papa Pio XII nel 1943.
Il 15 aprile 1577 cedette ulteriori porzioni di territorio a vantaggio dell'erezione della diocesi di Trujillo (oggi arcidiocesi).
Il 7 dicembre 1590 il santo vescovo Turibio de Mogrovejo istituì a Lima il primo seminario del continente americano, che oggi porta il suo nome.
Il 19 ottobre 1625 fu consacrata l'attuale cattedrale.
Il terremoto del 28 ottobre 1746 causò gravi danni alla cattedrale, che fu ristrutturata e nuovamente inaugurata il 29 maggio 1755.
Successivamente, cedette a più riprese porzioni del suo territorio a vantaggio dell'erezione di nuove circoscrizioni ecclesiastiche e precisamente:
- la diocesi di Maynas (oggi diocesi di Chachapoyas) il 28 maggio 1803;
- la diocesi di Huánuco il 17 marzo 1865;
- la diocesi di Huaraz il 15 maggio 1899;
- la diocesi di Ica il 10 agosto 1946;
- la prelatura territoriale di Yauyos il 12 aprile 1957;
- la diocesi di Huacho il 15 maggio 1958.

Intanto, il 31 maggio 1943 agli arcivescovi di Lima papa Pio XII concesse il titolo di primati del Perù con il decreto Cum ecclesiastica della Sacra Congregazione Concistoriale.
Il 24 marzo 1962 cedette la provincia civile di Cañete alla prelatura territoriale di Yauyos.
Il 29 aprile 1967 cedette ulteriori porzioni del suo territorio a vantaggio dell'erezione della diocesi di Callao.
Il 10 marzo 1970 ha ceduto alla diocesi di Callao il distretto di Ventanilla.
Il 6 ottobre 1990, con la lettera apostolica Antiquissimus sane, papa Giovanni Paolo II ha confermato la Beata Maria Vergine, venerata con il titolo di Nuestra Señora de la Evangelización, patrona dell'arcidiocesi.
Infine, il 14 dicembre 1996 ha ceduto ancora porzioni del suo territorio a vantaggio dell'erezione delle diocesi di Carabayllo, di Chosica e di Lurín.

## Cronotassi dei vescovi
Si omettono i periodi di sede vacante non superiori ai 2 anni o non storicamente accertati.
- Jerónimo de Loayza, O.P. † (13 maggio 1541 - 25 ottobre 1575 deceduto)
- Diego Gómez de Lamadrid, O.SS.T. † (27 marzo 1577 - 13 giugno 1578 nominato arcivescovo, titolo personale, di Badajoz)
- San Turibio Alfonso de Mogrovejo † (16 marzo 1579 - 23 maggio 1606 deceduto)
- Bartolomé Lobo Guerrero † (19 novembre 1607 - 12 gennaio 1622 deceduto)
- Gonzalo López de Ocampo † (2 ottobre 1623 - 15 ottobre 1627 deceduto)
- Hernando de Arias y Ugarte † (29 maggio 1628 - 27 gennaio 1638 deceduto)
  - Sede vacante (1638-1640)
- Pedro de Villagómez Vivanco † (16 luglio 1640 - 12 maggio 1671 deceduto)
  - Sede vacante (1671-1673)
- Juan de Almoguera, O.SS.T. † (27 novembre 1673 - 2 marzo 1676 deceduto)
- Melchor Liñán y Cisneros † (14 giugno 1677 - 28 giugno 1708 deceduto)
  - Sede vacante (1708-1713)
- Antonio de Zuloaga † (11 dicembre 1713 - 21 gennaio 1722 deceduto)
- Diego Morcillo Rubio de Auñón de Robledo, O.SS.T. † (12 maggio 1723 - 12 marzo 1730 deceduto)
- Juan Francisco Antonio de Escandón, C.R. † (18 giugno 1731 - 28 aprile 1739 deceduto)
- José Antonio Gutiérrez y Ceballos † (11 novembre 1740 - 16 gennaio 1745 deceduto)
- Agustín Rodríguez Delgado † (14 giugno 1746 - 18 dicembre 1746 deceduto)
- Pedro Antonio de Barroeta Ángel † (16 settembre 1748 - 19 dicembre 1757 nominato arcivescovo di Granada)
- Diego del Corro † (13 marzo 1758 - 28 gennaio 1761 deceduto)
- Diego Antonio de Parada † (25 gennaio 1762 - 23 aprile 1779 deceduto)
- Juan Domingo González de la Reguera † (18 settembre 1780 - 8 marzo 1805 deceduto)
- Bartolomé María de las Heras Navarro † (31 marzo 1806 - 6 settembre 1823 deceduto)
  - Sede vacante (1823-1834)
- Jorge Benavente Macoaga † (23 giugno 1834 - 10 marzo 1839 deceduto)
- Francisco de Sales Arrieta Ortiz † (13 luglio 1840 - 4 maggio 1843 deceduto)
- Francisco Javier de Luna-Pizarro y Pacheco de Chávez † (24 aprile 1845 - 9 febbraio 1855 deceduto)
- José Manuel Pasquel y Losada † (28 settembre 1855 - 15 ottobre 1857 deceduto)
- José Sebastián Goyeneche y Barreda † (26 settembre 1859 - 19 febbraio 1872 deceduto)
  - Manuel Teodoro del Valle † (4 giugno 1872 - 15 novembre 1872 dimesso[9]) (arcivescovo eletto)
- Francisco de Asís Orueta y Castrillón, C.O. † (21 marzo 1873 - 25 agosto 1886 deceduto)
  - Sede vacante (1886-1889)
- Manuel Antonio Bandini Mazuelos † (27 maggio 1889 - 11 aprile 1898 deceduto)
- Manuel Tovar y Chamorro † (22 agosto 1898 - 25 maggio 1907 deceduto)
- Pietro Emmanuele García Naranjó † (19 dicembre 1907 - 10 settembre 1917 deceduto)
- Emilio Juan Francisco Lissón y Chávez, C.M. † (25 febbraio 1918 - 3 marzo 1931 dimesso[10])
- Pedro Pascuál Francesco Farfán de los Godos † (18 settembre 1933 - 17 settembre 1945 deceduto)
- Juan Gualberto Guevara y de la Cuba † (16 dicembre 1945 - 27 novembre 1954 deceduto)
- Juan Landázuri Ricketts, O.F.M. † (2 maggio 1955 - 30 dicembre 1989 ritirato)
- Augusto Vargas Alzamora, S.I. † (30 dicembre 1989 - 9 gennaio 1999 ritirato)
- Juan Luis Cipriani Thorne (9 gennaio 1999 - 25 gennaio 2019 ritirato)
- Carlos Castillo Mattasoglio, dal 25 gennaio 2019

## Statistiche
L'arcidiocesi nel 2023 su una popolazione di 2.972.696 persone contava 2.318.703 battezzati, corrispondenti al 78,0% del totale.
| anno | popolazione | popolazione | popolazione | presbiteri | presbiteri | presbiteri | presbiteri                | diaconi | religiosi | religiosi | parrocchie |
| anno | battezzati  | totale      | %           | numero     | secolari   | regolari   | battezzati per presbitero | diaconi | uomini    | donne     | parrocchie |
| ---- | ----------- | ----------- | ----------- | ---------- | ---------- | ---------- | ------------------------- | ------- | --------- | --------- | ---------- |
| 1950 | 842.000     | 1.031.000   | 81,7        | 462        | 131        | 331        | 1.822                     |         | 469       | 1.331     | 94         |
| 1966 | 2.037.120   | 2.122.000   | 96,0        | 731        | 148        | 583        | 2.786                     |         | 922       | 1.920     | 117        |
| 1970 | 2.460.379   | 2.523.466   | 97,5        | 817        | 162        | 655        | 3.011                     |         | 933       | 2.435     | 121        |
| 1976 | 3.459.912   | 3.594.775   | 96,2        | 851        | 200        | 651        | 4.065                     | 7       | 987       | 2.194     | 131        |
| 1980 | 4.306.500   | 4.500.000   | 95,7        | 834        | 189        | 645        | 5.163                     | 23      | 1.023     | 2.215     | 135        |
| 1990 | 5.396.000   | 5.638.000   | 95,7        | 869        | 155        | 714        | 6.209                     | 43      | 1.133     | 2.271     | 148        |
| 1999 | 2.880.720   | 3.200.800   | 90,0        | 731        | 166        | 565        | 3.940                     | 13      | 1.310     | 1.280     | 112        |
| 2000 | 2.260.801   | 2.457.393   | 92,0        | 701        | 136        | 565        | 3.225                     | 13      | 865       | 1.480     | 112        |
| 2001 | 2.260.801   | 2.457.393   | 92,0        | 431        | 146        | 285        | 5.245                     | 5       | 856       | 1.295     | 112        |
| 2002 | 3.164.246   | 3.425.250   | 92,4        | 617        | 139        | 478        | 5.128                     | 4       | 1.073     | 1.388     | 112        |
| 2003 | 2.804.166   | 3.155.740   | 88,9        | 610        | 140        | 470        | 4.596                     | 4       | 1.213     | 1.443     | 113        |
| 2004 | 2.852.257   | 3.169.175   | 90,0        | 613        | 143        | 470        | 4.652                     | 4       | 1.146     | 1.755     | 113        |
| 2013 | 3.224.000   | 3.582.000   | 90,0        | 591        | 174        | 417        | 5.455                     | 3       | 876       | 1.275     | 119        |
| 2016 | 2.413.163   | 2.867.351   | 84,2        | 612        | 188        | 424        | 3.943                     | 3       | 761       | 1.223     | 121        |
| 2019 | 2.528.616   | 3.004.534   | 84,2        | 487        | 206        | 281        | 5.192                     | 2       | 512       | 1.030     | 124        |
| 2021 | 2.264.040   | 2.902.616   | 78,0        | 478        | 159        | 319        | 4.736                     | 2       | 525       | 1.283     | 125        |
| 2023 | 2.318.703   | 2.972.696   | 78,0        | 512        | 165        | 347        | 4.528                     | 1       | 539       | 1.203     | 125        |